# Station de Saint-Jean-Montclar
 (janvier 2023).
La station de Saint-Jean-Montclar, située à 1300 m dans le massif de la Blanche, au nord de la Haute-Provence, à mi-chemin entre Gap et Digne-les-Bains, est une station village. C'est l'une des stations les plus proches des métropoles du Sud de la France, Marseille, Aix-en-Provence, etc. avec moins de deux heures de route.

## Historique de la station
Elle est construite par une communauté montagnarde qui, dans les années 1960, a décidé de ne pas laisser mourir le village, comme tant d’autres en Provence. Elle met à profit l’environnement naturel. Bâtie selon un parti architectural qui l’intègre discrètement au site, à quelques pas du village de Montclar.
L’ensemble des habitants du village a participé à la conception, la réalisation, le financement de la station. Les paysans ont apporté les terrains au GIE, les conseillers municipaux ont chacun dans leur spécialité apporté leur pierre. Les aides à la rénovation rurale en montagne (Plan Neige lancé par l'état en 1965) financent 30 % des travaux de création et d’extension de la station.
À l’ouverture de la station, les pistes sont à faible altitude, entre 1 400 et 1 900 m et un domaine skiable limité à 250 ha dans un premier temps, avant l’ouverture du télésiège de la Brèche, qui passe entre les sommets du Col-Bas et de Dormillouse, à 2 300 m, dans les années 1980. Une partie du domaine skiable de la station s’étend sur la commune du Lauzet-Ubaye. Le financement de ce télésiège est très lourd pour les finances de la commune. De petite taille, isolée et ne pouvant se coordonner avec les voisines qui sont ses plus sévères concurrentes (Selonnet-Chabanon et Seyne-le-Grand-Puy), la station du col-Saint-Jean a souffert dans les années 1980 du manque d’enneigement.
En 2012 est mis en service un télésiège débrayable à six places. Il permet de rejoindre le haut du plateau de la Chau en sept minutes. Cette dépense importante affaiblira considérablement les finances de la commune par un fort endettement. Cette situation, découverte par la nouvelle municipalité élue 2014, rendra inévitable l'intervention de la Chambre régionale des comptes (CRC) en 2015 qui imposera une gestion rigoureuse du budget communal et conseillera à la municipalité d'envisager une modification de la gestion des remontées mécaniques. 
À la suite de l'élection d'un nouveau maire, Michel Blot, fin 2015, le conseil municipal lance en 2016 un avis d'appel public à la concurrence (AAPC) afin de créer une délégation de service public (DSP). L'exploitation est alors confiée en 2017 à une société par actions simplifiées (SAS) nommée "Montclar Domaine Skiable" composée de quelques (53 !) commerçants et habitants, clients, fournisseurs des établissements de la commune et de communes voisines. Ce qui vaut à la station de Montclar d'être aujourd'hui la seule station autogérée en Europe.

## Descriptif
Construite en arc de cercle autour d’un espace de services (garderie, mairie, salle polyvalente, poste, commerces, restauration, etc.) et de loisirs (téléskis, télésièges qui desservent un domaine s’étageant de 1 300 à 2 500 mètres, patinoire, espaces de jeux pour enfants, etc.). La station offre une grande variété de possibilités en matière de ski, de randonnée, en même temps qu’un vaste éventail d’hébergements : hôtels (deux et trois étoiles), gîtes, locations en immeubles de petite taille, résidences de tourisme, villages de vacances pour les familles, etc.[réf. nécessaire]
Les bâtiments, du style moderniste des Trente Glorieuses, ne bouleversent pas le paysage : André de Reparaz note leur bonne intégration dans le paysage grâce à la faible hauteur des constructions et l’installation sur un replat.
L’hébergement est assuré au départ par des gîtes ruraux, communaux ou chez l’habitant (entre 100 et 150 places à la fin des années 1980), un village vacances et des maisons familiales. Traditionnellement, la part des lits d’hôtel compte peu dans la capacité d’hébergement (moins de 5 %). La colonie de vacances compte 200 places. Des structures sont spécialisées dans l’accueil de groupes universitaires ou de classes des grandes écoles (c’est la spécialité de la station).
À partir des années 1980, la station a misé sur la relative préservation de l’environnement, que les travaux n’ont pas bouleversé comme dans les grandes stations de Savoie, en essayant d’attirer les adeptes du tourisme doux. Une piscine chauffée est construite ainsi que des courts de tennis

## Site officiel
- Site officiel de la station de Saint-Jean-Montclar